# Jovens Ateus
Jovens Ateus é uma banda brasileira de pós-punk formada em 2020 na cidade de Maringá, Paraná.

## História
Formada em Maringá, PR em 2020, a banda lançou seu primeiro EP, Jovens Ateus, em 24 de julho de 2023.
Em fevereiro de 2025 foi anunciado que a banda faria a abertura para o sideshow da banda irlandesa Fontaines D.C., que aconteceria no dia 26 de março, como parte da programação do Lollapalooza Brasil 2025. No dia 17 de março, Fontaines D.C. anunciou o cancelamento do show devido a uma emergência médica do vocalista Grian Chatten.
O primeiro álbum da banda, entitulado Vol. 1, foi lançado no dia 10 de abril de 2025. No dia 23 de julho de 2025 foi anunciada a presença da banda na lista de 50 melhores discos brasileiros do primeiro semestre de 2025, elaborada pela Associação Paulista de Críticos de Arte (APCA).

## Aparições

#### Shows e festivais
Foi anunciada em julho de 2025 a participação da Jovens Ateus na edição de 30 anos do Goiânia Noise Festival no dia 6 de setembro de 2025. O evento deve contar com a presença de artistas como Black Pantera, Ratos de Porão, Rogério Skylab, Garotos Podres, Maré Tardia, entre outros.

#### TV
No dia 7 de junho de 2025 a banda participou do programa Cultura Livre da TV Cultura.

## Discografia

#### Álbuns
- Vol. 1 (2025)

#### EPs
- Jovens Ateus (2023)
- Split (2024) - colaboração com a banda Budang
- Mágoas (2025)

#### Singles
- "Noite Eterna" (2021)
- "Exício" (2021)
- "Devaneios" (2022)
- "quien eres" (2022)
- "Passos Lentos" (2025)